# Gavril Stojanov
Gavril Stojanov (Bulgaars: Гаврил Стоянов) (Sofia, 9 juli 1929 - Sofia, 6 november 2005)  was een Bulgaars voetballer en voetbalcoach. Hij heeft gespeeld bij Septemvri Sofia, OFK Bdin Vidin, CSKA Sofia, Septemvri Sofia en Spartak Sofia.

## Loopbaan
Stojanov maakte zijn debuut voor Bulgarije in 1953. Hij heeft 17 wedstrijden gespeeld voor de nationale ploeg. Hij zat in de selectie die deed mee aan het voetbaltoernooi op de Olympische Zomerspelen 1956, waar Bulgarije een bronzen medaille won.

## Erelijst
- Olympische Zomerspelen 1956 : 1956 (Brons)